# Десет шапки за 60 секунди
„Десет шапки за 60 секунди“ (на френски: Dix Chapeaux en 60 secondes) е френски късометражен ням фентъзи филм, заснет през 1896 година от режисьора Жорж Мелиес в неговото филмово студио Стар Филм. Кадри от филма не са достигнали до наши дни и той се смята за изгубен.